# Liffe 2011
22. ljubljanski mednarodni filmski festival je potekal od 9. do 20. novembra 2011 v Ljubljani (Cankarjev dom – Linhartova in Kosovelova dvorana, Kinodvor, Komuna, Kino Šiška, Slovenska kinoteka) in Mariboru (Kolosej Maribor).

## Nagrade
| Nagrada                                           | Film                                                                     | Režiser                                            |
| ------------------------------------------------- | ------------------------------------------------------------------------ | -------------------------------------------------- |
| vodomec                                           | Take Shelter (Zaklonišče)                                                | Jeff Nichols                                       |
| FIPRESCI                                          | Histórias que só existem quando lembradas (Zgodbe, ki se jih spominjamo) | Júlia Murat                                        |
| zmaj                                              | Svinalängorna (Onstran)                                                  | Pernilla August                                    |
| nagrada za najboljši kratki film                  | The External World (Svet zunaj)                                          | David O'Reilly                                     |
| nagrada za najboljši kratki film – posebna omemba | Onda vidim Tanju (Potem zagledam Tanjo)                                  | Juraj Lerotić                                      |
| nagrade natečaja Itak režiser                     | 1. nagrada: Simetrija                                                    | Manja Potočnik                                     |
| nagrade natečaja Itak režiser                     | 2. nagrada: Kriza                                                        | Mitja Mlakar, Mojca Pernat, Miha Šubic, Nejc Petek |
| nagrade natečaja Itak režiser                     | 3. nagrada: Say no to TV                                                 | Tadej Resnik, Dejan Ulaga                          |

Vodomec je nagrada režiserju najboljšega filma iz sklopa Perspektive po izbiru mednarodne žirije (Vanja Kaluđerčić, Carlos Reviriego in Želimir Žilnik). Zmaj je nagrada občinstva za najbolje ocenjeni film, ki še ni imel zagotovljene distribucije. Zanjo se je potegovalo 34 filmov, slavil je švedsko-finski film Svinalängorna (Onstran) Pernille August s povpečno oceno 4,67. Nagrado FIPRESCI podeljuje mednarodna žirija svetovnega združenja filmskih kritikov in novinarjev.

## Filmi

### Perspektive
| #   | Film                                                       | Slovenski prevod             | Režiser                | Država                         | Leto | Dolžina | Jezik     |
| --- | ---------------------------------------------------------- | ---------------------------- | ---------------------- | ------------------------------ | ---- | ------- | --------- |
| 1.  | 22 Mei (22nd of May)                                       | 22. maj                      | Koen Mortier           | Belgija, Nizozemska            | 2010 | 88'     | flam.     |
| 2.  | Attenberg                                                  | —                            | Athina Rachel Tsangari | Grčija                         | 2010 | 95'     | gr.       |
| 3.  | Die Vaterlosen (Fatherless)                                | Brez očeta                   | Marie Kreutzer         | Avstrija                       | 2011 | 105'    | nem.      |
| 4.  | Finisterrae                                                | —                            | Sergio Caballero       | Španija                        | 2010 | 80'     | rus./nem. |
| 5.  | Izlet (A Trip)                                             | —                            | Nejc Gazvoda           | Slovenija                      | 2011 | 85'     | slov.     |
| 6.  | Vete más lejos Alicia (Alicia, Go Yonder)                  | Naprej, Alicia               | Elisa Miller           | Mehika                         | 2010 | 67'     | špan.     |
| 7.  | Tomboy                                                     | Pobalinka                    | Céline Sciamma         | Francija                       | 2011 | 84'     | fr.       |
| 8.  | Todos tus muertos (All Your Dead Ones)                     | Vsi vaši mrtveci             | Carlos Moreno          | Kolumbija                      | 2011 | 90'     | špan.     |
| 9.  | Take Shelter                                               | Zaklonišče                   | Jeff Nichols           | ZDA                            | 2011 | 116'    | angl.     |
| 10. | Histórias que só existem quando lembradas (Found Memories) | Zgodbe, ki se jih spominjamo | Julia Murat            | Brazilija, Argentina, Francija | 2011 | 98'     | port.     |

### Predpremiere
| #   | Film                                                                        | Slovenski prevod              | Režiser                     | Država                     | Leto | Dolžina | Jezik                   |
| --- | --------------------------------------------------------------------------- | ----------------------------- | --------------------------- | -------------------------- | ---- | ------- | ----------------------- |
| 1.  | Tropa de Elite 2: O Inimigo Agora E Outro (Elite Squad 2: The Enemy Within) | Elitni vod 2                  | José Padilha                | Brazilija                  | 2010 | 116'    | port.                   |
| 2.  | Le Gamin au vélo (Boy With a Bike)                                          | Fant s kolesom                | Jean-Pierre in Luc Dardenne | Belgija, Francija, Italija | 2011 | 87'     | fr.                     |
| 3.  | Potiche                                                                     | Gospodinja                    | François Ozon               | Francija                   | 2010 | 103'    | fr.                     |
| 4.  | Habemus Papam (We Have a Pope)                                              | Habemus Papam: Imamo papeža   | Nanni Moretti               | Italija, Francija          | 2011 | 104'    | it./nem./lat./fr./angl. |
| 5.  | La piel que habito (The Skin I Live In)                                     | Koža, v kateri živim          | Pedro Almodóvar             | Španija                    | 2011 | 117'    | špan.                   |
| 6.  | Le Havre                                                                    | —                             | Aki Kaurismäki              | Finska, Francija, Nemčija  | 2011 | 93'     | fr.                     |
| 7.  | Melancholia                                                                 | Melanholija                   | Lars von Trier              | Danska, Švedska, Nemčija   | 2011 | 130'    | angl.                   |
| 8.  | A Dangerous Method                                                          | Nevarna metoda                | David Cronenberg            | VB, Nemčija, Kanada        | 2011 | 99'     | angl.                   |
| 9.  | Listy do M. (Letters to St. Nicholas)                                       | Pisma sv. Nikolaju            | Mitja Okorn                 | Poljska                    | 2011 | 116'    | polj.                   |
| 10. | We Need To Talk About Kevin                                                 | Pogovoriti se moramo o Kevinu | Lynne Ramsay                | Velika Britanija           | 2011 | 112'    | angl.                   |
| 11. | The Guard                                                                   | Policist                      | John Michael McDonagh       | Irska                      | 2011 | 96'     | angl.                   |
| 12. | Midnight in Paris                                                           | Polnoč v Parizu               | Woody Allen                 | Španija, ZDA               | 2011 | 94'     | angl./fr.               |
| 13. | Gianni e le donne (The Salt of Life)                                        | Sol življenja                 | Gianni di Gregorio          | Italija                    | 2011 | 105'    | it.                     |
| 14. | Tyrannosaur                                                                 | Tiranozaver                   | Paddy Considine             | Velika Britanija           | 2011 | 91'     | angl.                   |
| 15. | Halt auf freier Strecke (Stopped on Track)                                  | Ustavljen na poti             | Andreas Dresen              | Nemčija, Francija          | 2011 | 110'    | nem.                    |
| 16. | Wuthering Heights                                                           | Viharni vrh                   | Andrea Arnold               | Velika Britanija           | 2011 | 129'    | angl.                   |
| 17. | Till det som är vackert (Pure)                                              | Vse tiste lepe stvari         | Lisa Langseth               | Švedska                    | 2010 | 98'     | šved.                   |
| 18. | Incendies                                                                   | Ženska, ki poje               | Denis Villeneuve            | Kanada, Francija           | 2010 | 130'    | fr./arab./angl.         |
| 19. | Les femmes du 6eme étage (Service Entrance)                                 | Ženske iz 6. nadstropja       | Philippe Le Guay            | Francija                   | 2010 | 100'    | fr./špan.               |

### Kralji in kraljice
| #   | Film                                                   | Slovenski prevod          | Režiser             | Država                       | Leto | Dolžina | Jezik       |
| --- | ------------------------------------------------------ | ------------------------- | ------------------- | ---------------------------- | ---- | ------- | ----------- |
| 1.  | Bir zamanlar Anadolu'da (Once Upon a Time in Anatolia) | Bilo je nekoč v Anatoliji | Nuri Bilge Ceylan   | Turčija, BiH                 | 2011 | 150'    | tur.        |
| 2.  | Pa negre (Black Bread)                                 | Črni kruh                 | Agustí Villaronga   | Španija                      | 2010 | 108'    | špan.       |
| 3.  | Elena                                                  | —                         | Andrej Zvjagincev   | Rusija                       | 2011 | 109'    | rus.        |
| 4.  | Faust                                                  | —                         | Aleksander Sokurov  | Rusija                       | 2011 | 134'    | nem.        |
| 5.  | Kočegar (A Stoker)                                     | Kurjač                    | Aleksej Balabanov   | Rusija                       | 2010 | 80'     | rus.        |
| 6.  | Noruwei no mori (Norwegian Wood)                       | Norveški gozd             | Tran Anh Hung       | Japonska                     | 2010 | 133'    | jap.        |
| 7.  | Essential Killing                                      | Nujno ubijanje            | Jerzy Skolimowski   | Poljska, Norveška, Irska     | 2010 | 83'     | angl./polj. |
| 8.  | Peremirie (Truce)                                      | Premirje                  | Svetlana Proskurina | Rusija                       | 2010 | 95'     | rus.        |
| 9.  | Les Neiges du Kilimandjaro (The Snows of Kilimanjaro)  | Sneg na Kilimandžaru      | Robert Guédiguian   | Francija                     | 2011 | 107'    | fr.         |
| 10. | Shame                                                  | Sramota                   | Steve McQueen       | Velika Britanija             | 2011 | 99'     | angl.       |
| 11. | A torinói ló                                           | Torinski konj             | Béla Tarr           | Madžarska, Francija, Nemčija | 2011 | 146'    | madž.       |

### Panorama svetovnega filma
| #   | Film                   | Slovenski prevod  | Režiser                   | Država                    | Leto | Dolžina | Jezik      |
| --- | ---------------------- | ----------------- | ------------------------- | ------------------------- | ---- | ------- | ---------- |
| 1.  | 17 Filles (17 Girls)   | 17 deklet         | Delphine in Muriel Coulin | Francija                  | 2011 | 90'     | fr.        |
| 2.  | Kantai (Hospitalité)   | Gostoljubje       | Koji Fukada               | Japonska                  | 2010 | 96'     | jap.       |
| 3.  | Play                   | Igra              | Ruben Östlund             | Švedska, Francija, Danska | 2011 | 118'    | šved.      |
| 4.  | Michael                | —                 | Michael Schleinzer        | Avstrija                  | 2011 | 96'     | nem.       |
| 5.  | Nana                   | —                 | Valérie Massadian         | Francija                  | 2011 | 68'     | fr.        |
| 6.  | Nanga Parbat           | —                 | Joseph Vilsmaier          | Nemčija                   | 2010 | 103'    | nem.       |
| 7.  | The Color Wheel        | Obarvani volan    | Alex Ross Perry           | ZDA                       | 2011 | 83'     | angl.      |
| 8.  | Svinalängorna (Beyond) | Onstran           | Pernilla August           | Švedska, Finska           | 2010 | 99'     | šved./fin. |
| 9.  | Orkestar (Orchestra)   | Orkester          | Pjer Žalica               | BiH                       | 2011 | 105'    | srbohrv.   |
| 10. | Oslo, 31. August       | Oslo, 31. avgusta | Joachim Trier             | Norveška                  | 2011 | 96'     | nor.       |
| 11. | Polisse                | Policija          | Maiwenn Le Besco          | Francija                  | 2011 | 127'    | fr.        |
| 12. | Here                   | Pot po Armeniji   | Braden King               | ZDA                       | 2010 | 120'    | angl./arm. |
| 13. | Mišen (Target)         | Tarča             | Aleksander Zeldovič       | Rusija                    | 2011 | 154'    | rus.       |
| 14. | Terri                  | —                 | Azazel Jacobs             | ZDA                       | 2011 | 105'    | angl.      |
| 15. | You Are Here           | Tukaj si          | Daniel Cockburn           | Kanada                    | 2010 | 78'     | angl.      |
| 16. | Podslon (Shelter)      | Zavetje           | Dragomir Šolev            | Bolgarija                 | 2010 | 88'     | bolg.      |

### Ekstravaganca
| #  | Film                                             | Slovenski prevod     | Režiser         | Država                      | Leto | Dolžina | Jezik     |
| -- | ------------------------------------------------ | -------------------- | --------------- | --------------------------- | ---- | ------- | --------- |
| 1. | Rubber                                           | Guma                 | Quentin Dupieux | Francija                    | 2010 | 85'     | fr.       |
| 2. | Denjin Zaboga: Gekijo-ban (Karate-Robo Zaborgar) | Karate-Robo Zaborgar | Noboru Iguchi   | Japonska                    | 2011 | 101'    | jap.      |
| 3. | Trolljegeren (The Troll Hunter)                  | Lovec na trole       | André Ovredal   | Norveška                    | 2010 | 103'    | nor.      |
| 4. | Viva Riva!                                       | Naj živi Riva!       | Djo Munga       | DR Kongo, Francija, Belgija | 2010 | 96'     | fr.       |
| 5. | Vampires                                         | Vampirji             | Vincent Lannoo  | Belgija                     | 2010 | 91'     | fr./angl. |

### Kinobalon
| #  | Film                                          | Slovenski prevod           | Režiser                   | Država            | Leto | Dolžina | Jezik |
| -- | --------------------------------------------- | -------------------------- | ------------------------- | ----------------- | ---- | ------- | ----- |
| 1. | Magic Journey to Africa                       | Čarobno potovanje v Afriko | Jordi Llompart            | Španija           | 2010 | 93'     | špan. |
| 2. | Jorgen + Anne = sant (Totally True Love)      | Jorgen + Anne = za vedno   | Anne Sewitsky             | Norveška, Nemčija | 2011 | 83'     | nor.  |
| 3. | Kuky se vraci (Kooky)                         | Kuki se vrača              | Jan Svěrák                | Češka, Danska     | 2010 | 95'     | češ.  |
| 4. | Foekisa de miniheks (Fuchisa the Mini-Witch)  | Mala čarovnica Fuksija     | Johan Nijenhuis           | Nizozemska        | 2010 | 85'     | niz.  |
| 5. | Keeper'n til Liverpool (The Liverpool Goalie) | Vratar Liverpoola          | Arild Andresen            | Norveška          | 2010 | 90'     | nor.  |
| 6. | Zoomerne (Zoomers)                            | Zoomerja                   | Christian E. Christiansen | Danska            | 2009 | 86'     | dan.  |

### Fokus: Mladi grški film
| #  | Film                       | Slovenski prevod    | Režiser                              | Država      | Leto | Dolžina | Jezik |
| -- | -------------------------- | ------------------- | ------------------------------------ | ----------- | ---- | ------- | ----- |
| 1. | Alpeis (Alps)              | Alpe                | Yorgos Lanthimos                     | Grčija      | 2011 | 93'     | gr.   |
| 2. | Kinetta                    | —                   | Yorgos Lanthimos                     | Grčija      | 2005 | 95'     | gr.   |
| 3. | Spirtokouto (Matchbox)     | Sod smodnika        | Yannis Economides                    | Grčija      | 2002 | 80'     | gr.   |
| 4. | The Slow Business Of Going | Sposojeni spomini   | Athina Rachel Tsangari               | Grčija, ZDA | 2000 | 95'     | angl. |
| 5. | Strella                    | —                   | Panos H. Koutras                     | Grčija      | 2009 | 113'    | gr.   |
| 6. | Macherovgaltis (Knifer)    | Zahrbtnež           | Yannis Economides                    | Grčija      | 2010 | 108'    | gr.   |
| 7. | Wasted Youth               | Zapravljena mladost | Argyris Papadimitropoulos, Jan Vogel | Grčija      | 2011 | 98'     | gr.   |

### Retrospektiva: David Cronenberg
| #  | Film                 | Slovenski prevod    | Režiser          | Država | Leto | Dolžina | Jezik |
| -- | -------------------- | ------------------- | ---------------- | ------ | ---- | ------- | ----- |
| 1. | Rabid                | Besnilo             | David Cronenberg | Kanada | 1977 | 91'     | angl. |
| 2. | Fast Company         | Hitra družba        | David Cronenberg | Kanada | 1979 | 91'     | angl. |
| 3. | Scanners             | Skanerji            | David Cronenberg | Kanada | 1980 | 103'    | angl. |
| 4. | Shivers              | Srh                 | David Cronenberg | Kanada | 1975 | 87'     | angl. |
| 5. | Stereo               | Stereo              | David Cronenberg | Kanada | 1969 | 65'     | angl. |
| 6. | Videodrome           | Videodrom           | David Cronenberg | Kanada | 1982 | 87'     | angl. |
| 7. | The Brood            | Zalega              | David Cronenberg | Kanada | 1979 | 91'     | angl. |
| 8. | Crimes of the Future | Zločini preteklosti | David Cronenberg | Kanada | 1970 | 65'     | angl. |

### Retrospektiva: Metafilm
| #   | Film                                                      | Slovenski prevod              | Režiser                                       | Država                      | Leto | Dolžina | Jezik     |
| --- | --------------------------------------------------------- | ----------------------------- | --------------------------------------------- | --------------------------- | ---- | ------- | --------- |
| 1.  | 8 ½                                                       | —                             | Federico Fellini                              | Italija, Francija           | 1963 | 138'    | it.       |
| 2.  | Irma Vep                                                  | —                             | Olivier Assayas                               | Francija                    | 1996 | 96'     | fr.       |
| 3.  | Kud puklo da puklo (Whichever Way the Ball Bounces)       | Kar bo, pa bo                 | Rajko Grlić                                   | Jugoslavija                 | 1974 | 89'     | srbohrv.  |
| 4.  | Warnung vor einer heiligen Nutte (Beware of a Holy Whore) | Pazite se svete kurbe         | Rainer Werner Fassbinder                      | Z Nemčija, Italija          | 1971 | 103'    | nem.      |
| 5.  | Singin' in the Rain                                       | Pojmo v dežju                 | Stanley Donen, Gene Kelly                     | ZDA                         | 1952 | 103'    | angl.     |
| 6.  | Road to Nowhere                                           | Pot v pogubo                  | Monte Hellman                                 | ZDA                         | 2010 | 122'    | angl.     |
| 7.  | Der Stand der Dinge (The State of Things)                 | Stanje stvari                 | Wim Wenders                                   | Z Nemčija, Portugalska, ZDA | 1982 | 125'    | angl./fr. |
| 8.  | Blow Out                                                  | Strel ni bil izbrisan         | Brian de Palma                                | ZDA                         | 1981 | 107'    | angl.     |
| 9.  | Tristram Shandy: A Cock and Bull Story                    | Tristram Shandy               | Michael Winterbottom                          | Velika Britanija            | 2005 | 94'     | angl.     |
| 10. | Za sada bez dobrog naslova (A Film with No Name)          | Za zdaj brez dobrega naslova  | Srđan Karanović                               | Jugoslavija                 | 1988 | 89'     | srbohrv.  |
| 11. | C'est arrivé pres de chez nous (Man Bites Dog)            | Zgodilo se je čisto blizu vas | Rémy Belvaux, André Bonzel, Benoît Poelvoorde | Belgija                     | 1992 | 96'     | fr.       |
| 12. | Ayneh (The Mirror)                                        | Zrcalo                        | Jafar Panahi                                  | Iran                        | 1997 | 95'     | perz.     |
| 13. | Living in Oblivion                                        | Živeti v pozabi               | Tom DiCillo                                   | ZDA                         | 1995 | 90'     | angl.     |

### Klasični finski film (Carte blanche Ferronijeve brigade)
| #  | Film                                                       | Slovenski prevod         | Režiser        | Država | Leto | Dolžina | Jezik |
| -- | ---------------------------------------------------------- | ------------------------ | -------------- | ------ | ---- | ------- | ----- |
| 1. | Valkoiset ruusut (White Roses)                             | Bele vrtnice             | Hannu Leminen  | Finska | 1943 | 102'    | fin.  |
| 2. | Tyttö kuunsillalta (The Girl From Moon Bridge)             | Dekle z Mesečevega mostu | Matti Kassila  | Finska | 1953 | 97      | fin.  |
| 3. | Loviisa, Niskavuoren nuori emäntä                          | Louisa                   | Valentin Vaala | Finska | 1947 | 85'     | fin.  |
| 4. | Kirkastettu sydän (The Transfigured Heart)                 | Poveličano srce          | Ilmari Unho    | Finska | 1943 | 99'     | fin.  |
| 5. | SF-paraati (SF-Parade)                                     | SF-parada                | Yrjö Norta     | Finska | 1940 | 86'     | fin.  |
| 6. | Sellaisena kuin sinä minut halusit (The Way You Wanted Me) | Spomini na mladost       | Teuvo Tulio    | Finska | 1944 | 102'    | fin.  |

### Svet na kratko
| #   | Sklop | Film                                           | Slovenski prevod     | Režiser                               | Država             | Leto | Dolžina |
| --- | ----- | ---------------------------------------------- | -------------------- | ------------------------------------- | ------------------ | ---- | ------- |
| 1.  | I     | The External World                             | Svet zunaj           | David O'Reilly                        | Nemčija, Irska     | 2010 | 15'     |
| 2.  | I     | Kawalek leta (A Piece of Summer)               | Del poletja          | Marta Minorowicz                      | Poljska            | 2010 | 24'     |
| 3.  | I     | Prómill (Permille)                             | Promile              | Marteinn Thórsson                     | Islandija          | 2010 | 14'     |
| 4.  | I     | Tord och Tord (Tord and Tord)                  | Tord in Tord         | Niki Lindroth von Bahr                | Švedska            | 2010 | 11'     |
| 5.  | I     | Terrains glissants (Sliding Earths)            | Spolzki svet         | François Vogel                        | Francija           | 2010 | 11'     |
| 6.  | I     | Alfama                                         | —                    | João Viana                            | Portugalska        | 2010 | 15'     |
| 7.  | II    | Onda vidim Tanju (Then I See Tanja)            | Potem zagledam Tanjo | Juraj Lerotić                         | Hrvaška            | 2010 | 34'     |
| 8.  | II    | Erään hyönteisen tuho (The Death of an Insect) | Smrt žuželke         | Hannes Vartiainen, Pekka Veikkolainen | Finska             | 2007 | 7'      |
| 9.  | II    | Players                                        | Igralci na srečo     | Pilvi Takala                          | Finska, Nizozemska | 2010 | 8'      |
| 10. | II    | Radiostan                                      | —                    | Tomás Sheridan                        | VB, Rusija         | 2010 | 10'     |
| 11. | II    | Stardust                                       | Zvezdni prah         | Nicolas Provost                       | Belgija            | 2010 | 20'     |
| 12. | II    | Vahetus (Shift)                                | Izmena               | Anu Aun                               | Estonija           | 2010 | 15'     |

### Kino Integral: Španski eksperimentalni film
| #   | Sklop                                 | Film                                                                                       | Slovenski prevod                  | Režiser                         | Leto   | Dolžina |
| --- | ------------------------------------- | ------------------------------------------------------------------------------------------ | --------------------------------- | ------------------------------- | ------ | ------- |
| 1.  | I Dokumenti / itinerarji popisi       | Fuego en Castilla (Fire in Castile)                                                        | Ogenj v Kastiliji                 | José Val del Omar               | 1958–9 | 17'     |
| 2.  | I Dokumenti / itinerarji popisi       | De purificatione automobilis                                                               | —                                 | Gabriel Blanco                  | 1974   | 16'     |
| 3.  | I Dokumenti / itinerarji popisi       | Miserere                                                                                   | —                                 | Antoni Miralda, Benet Rossell   | 1979   | 12'     |
| 4.  | I Dokumenti / itinerarji popisi       | Souvenir (Memory)                                                                          | Spomin                            | Silvia Gracia, José Luis Guerín | 1985   | 5'      |
| 5.  | I Dokumenti / itinerarji popisi       | Lo que tú dices que soy (What You Say I Am)                                                | To, kar praviš, da sem            | Virginia García del Pino        | 2007   | 28'     |
| 6.  | II Prisvojitve / Velika super osmička | For/Against                                                                                | Za/proti                          | Eugčnia Balcells                | 1983   | 3'      |
| 7.  | II Prisvojitve / Velika super osmička | Minnesota 1943                                                                             | —                                 | Toni Serra                      | 1995   | 7'      |
| 8.  | II Prisvojitve / Velika super osmička | Alice in Hollywoodland                                                                     | Alica v holivudski deželi         | Jesús Pérez-Miranda             | 2006   | 7'      |
| 9.  | II Prisvojitve / Velika super osmička | Súper 8                                                                                    | —                                 | David Domingo                   | 1997   | 7'30    |
| 10. | II Prisvojitve / Velika super osmička | Bloodfilm                                                                                  | Krvni film                        | Marcel Pey                      | 1975   | 2'30    |
| 11. | II Prisvojitve / Velika super osmička | Roulette Wheel                                                                             | Vrtenje rulete                    | Luis Cerveró                    | 2005   | 2'      |
| 12. | II Prisvojitve / Velika super osmička | Signaturas (síntesis) (Denotations (Synthesis))                                            | Oznake (sinteza)                  | Juan Bufill                     | 2008   | 6'30    |
| 13. | II Prisvojitve / Velika super osmička | I Love You Because                                                                         | Ljubim te, ker                    | Lope Serrano                    | 2007   | 2'45    |
| 14. | II Prisvojitve / Velika super osmička | 22arroba (22at)                                                                            | 22afna                            | Maximiliano Viale               | 2008   | 4'      |
| 15. | II Prisvojitve / Velika super osmička | Photomatons (Photo Booths)                                                                 | Foto kabine                       | Eugeni Bonet                    | 1976   | 3'      |
| 16. | II Prisvojitve / Velika super osmička | A escala del hombre (On Man's Scale)                                                       | V obsegu človeka                  | David Reznak                    | 2005   | 8'30    |
| 17. | II Prisvojitve / Velika super osmička | Copy Scream                                                                                | Kopirani krik                     | Oriol Sánchez                   | 2005   | 2'20    |
| 18. | II Prisvojitve / Velika super osmička | Brutal Ardour                                                                              | Brutalna vnema                    | Manuel Huerga                   | 1979   | 15'     |
| 19. | III Preiskovanje / metafilm           | Blanc Dérangé (Disarranged White)                                                          | Nečista belina                    | Blanca Casas Brullet            | 2008   | 5'16    |
| 20. | III Preiskovanje / metafilm           | Límites (1Ş persona) (Limitations (First Person))                                          | Omejitve (prva oseba)             | Elías León Siminiani            | 2009   | 7'45    |
| 21. | III Preiskovanje / metafilm           | Travelling                                                                                 | Potujoč                           | Lluís Rivera                    | 1972   | 12'     |
| 22. | III Preiskovanje / metafilm           | Teoría de los cuerpos (Theory of the Bodies)                                               | Teorija telesa                    | Isaki Lacuesta                  | 2004   | 4'45    |
| 23. | III Preiskovanje / metafilm           | Figura (Figure)                                                                            | Figura                            | Gonzalo de Pedro                | 2007   | 2'12    |
| 24. | III Preiskovanje / metafilm           | In girum imus nocte et consumimur igni (We Go Wandering at Night and Are Consumed by Fire) | Ponoči krožimo in nas požre ogenj | Jorge Cosmen                    | 2003   | 9'      |
| 25. | III Preiskovanje / metafilm           | BiBiCi Story                                                                               | Zgodba BiBiSi                     | Carles Durán                    | 1969   | 8'      |
| 26. | III Preiskovanje / metafilm           | Farce Sensationelle! (A Sensational Farce!)                                                | Neverjetna farsa!                 | Laida Lertxundi                 | 2004   | 3'10    |
| 27. | III Preiskovanje / metafilm           | In crescendo                                                                               | —                                 | Joan Marimón, Jesús Ramos       | 2001   | 6'30    |
| 28. | III Preiskovanje / metafilm           | Ice Cream                                                                                  | Sladoled                          | Antoni Padrós                   | 1970   | 8'30    |
| 29. | III Preiskovanje / metafilm           | LA RE MI LA...                                                                             | —                                 | Carles Santos                   | 1979   | 9'      |